# Nigritellae
Nigritellae is een sectie (onderverdeling van een geslacht) met een vijftiental terrestrische soorten orchideeën, die overeenkomt met het voormalige geslacht Nigritella (vanilleorchissen).
De sectie maakt deel uit van het geslacht Gymnadenia.

## Naamgeving en etymologie
De naam Nigritellae is afkomstig uit het Latijnse 'nigritia' (zwart) en slaat op de kleur van de bloemen van de zwarte vanilleorchis (Gymnadenia nigra s.l.).

## Kenmerken
Nigritellae zijn terrestrische, overblijvende geofyten die overwinteren met ondergrondse, gedeelde knollen. Het zijn kleine planten met een bladrozet van talrijke lijnvormige blaadjes en een bloemstengel met tientallen kleine bloemen in een dichte, cilindrische of eivormig tot kegelvormige aar.
Boven het bladrozet bezit de stengel nog enkele schutbladachtige blaadjes. De schutblaadjes zelf zijn langs de rand glad, gegolfd of bezet met kleine tandjes.
De bloemen zijn maximaal 1 cm groot, meestal eenkleurig en niet geresupineerd, de bloemlip staat bovenaan. De kelkbladen en kroonbladen vormen samen een kelkje. De lip bestaat uit twee delen: een korte, horizontale basis en een lang elliptische of driehoekige top, gescheiden door een versmalling. Er is een zeer kort spoor.
Het gynostemium is zeer kort, de helmknop staat rechtop, de pollinia evenwijdig naast elkaar en vastzittend aan een caudiculum. Het rostellum vormt een plooi tussen beide pollinia. De stempel is drielobbig met twee duidelijke zijlobben en een kleine middenlob.

## Verspreiding en voorkomen
Nigritellae komen voor van West- tot Oost-Europa, voornamelijk in alpiene en subarctische gebieden op kalkrijke gronden. Ze verkiezen droge kalkgraslanden en alpiene weiden in volle zon.

## Taxonomie
De sectie Nigritellae omvat alle soorten van het vroegere geslacht Nigritella, de vanilleorchissen.

### Lijst van soorten
- Gymnadenia archiducis-joannis (Teppner & E. Klein) Teppner & E. Klein (1998)
- Gymnadenia austriaca (Teppner & E.Klein) P.Delforge (1999)
- Gymnadenia bicornis C.Z.Tang & K.Y.Lang () (Tibet).
- Gymnadenia buschmanniae (Teppner & E. Klein) Teppner & E. Klein (1998)
- Gymnadenia carpatica (Zapalowicz) Teppner & E. Klein (1998)
- Gymnadenia cenisia (G. & W. Foelsche et M.& O. Gerbaud) G. & W. Foelsche et M. & O. Gerbaud 1999
- Gymnadenia corneliana (Beauverd) Teppner & E. Klein (1998)
- Gymnadenia crassinervis Finet. (China)
- Gymnadenia dolomitensis Teppner & E. Klein (1998)
- Gymnadenia emeiensis K.Y.Lang (1982) (China)).
- Gymnadenia gabasiana (Teppner & E. Klein) Teppner & E. Klein (1998)
- Gymnadenia lithopolitanica (V. Ravnik) Teppner & E. Klein (1998)
- Gymnadenia microgymnadenia (Kraenzl.) Schlechter (China)
- Gymnadenia neottioides A.Rich. & Galeotti (1845) (Mexico)
- Gymnadenia nigra (L.) Rchb.f. (1856)
- Gymnadenia orchidis Lindl. (1845) (Himalaya tot China)
- Gymnadenia propinqua A.Rich. & Galeotti (1845) (Mexico)
- Gymnadenia rhellicani (Teppner & E. Klein) Teppner & E. Klein (1998)
- Gymnadenia rubra Wettstein (1889)
- Gymnadenia runei (Teppner & E. Klein) Ericsson (1989)
- Gymnadenia stiriaca (K. Rechinger) Teppner & E. Klein (1998)
- Gymnadenia taquetii Schltr. (1919) (Korea)
- Gymnadenia widderi (Teppner & E. Klein) Teppner & E. Klein (1998)

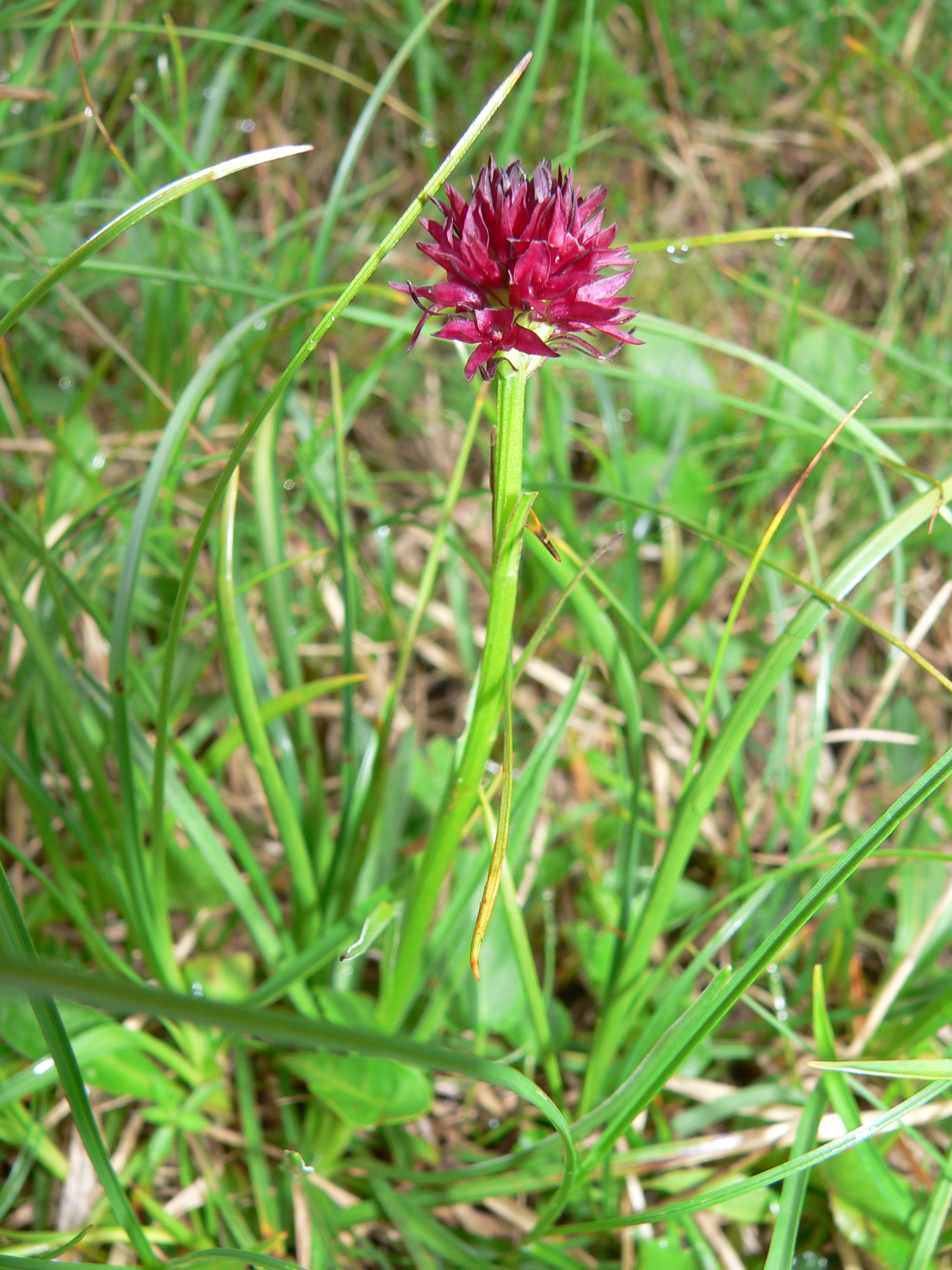
Gymnadenia austriaca
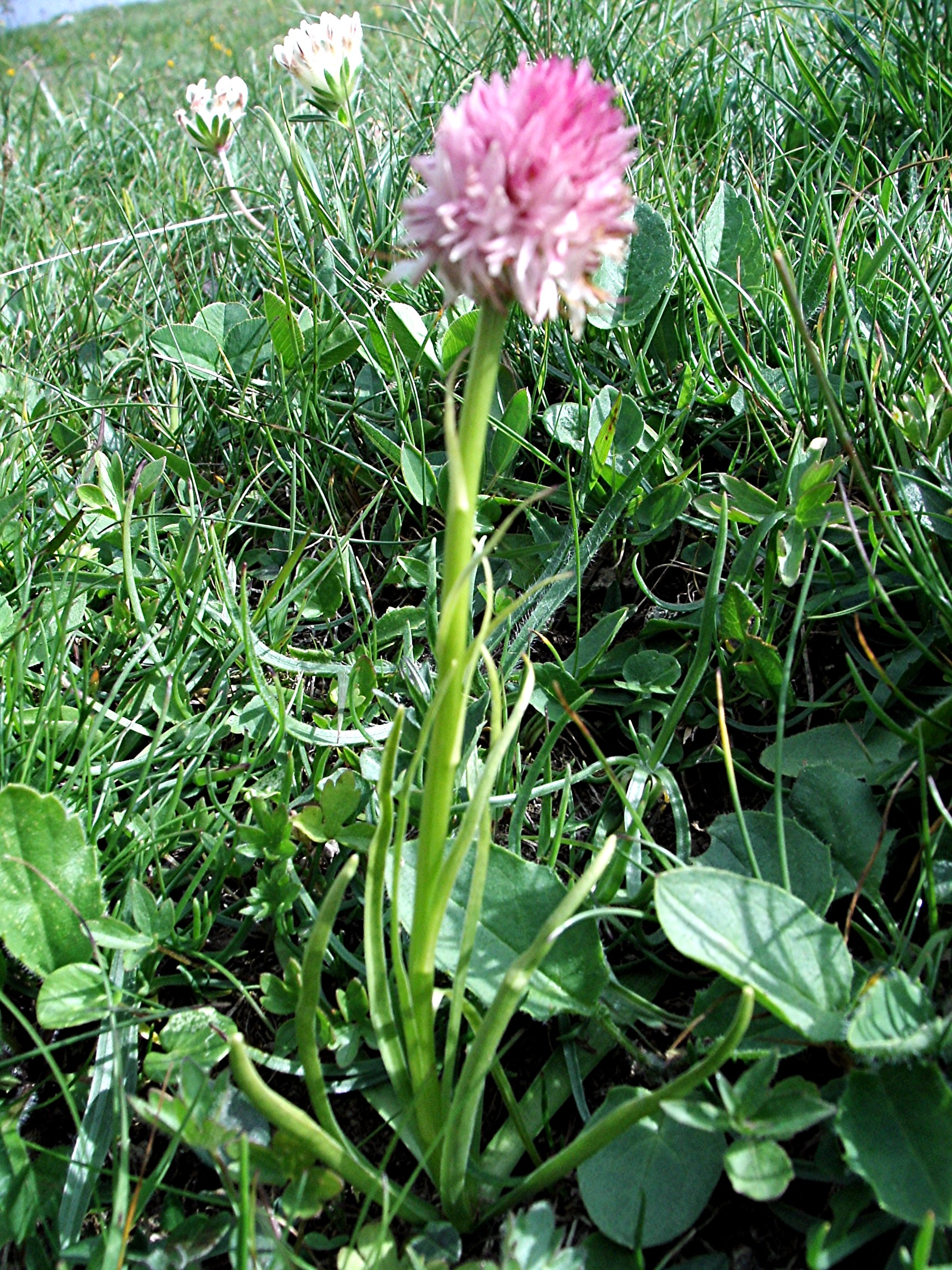
Gymnadenia corneliana
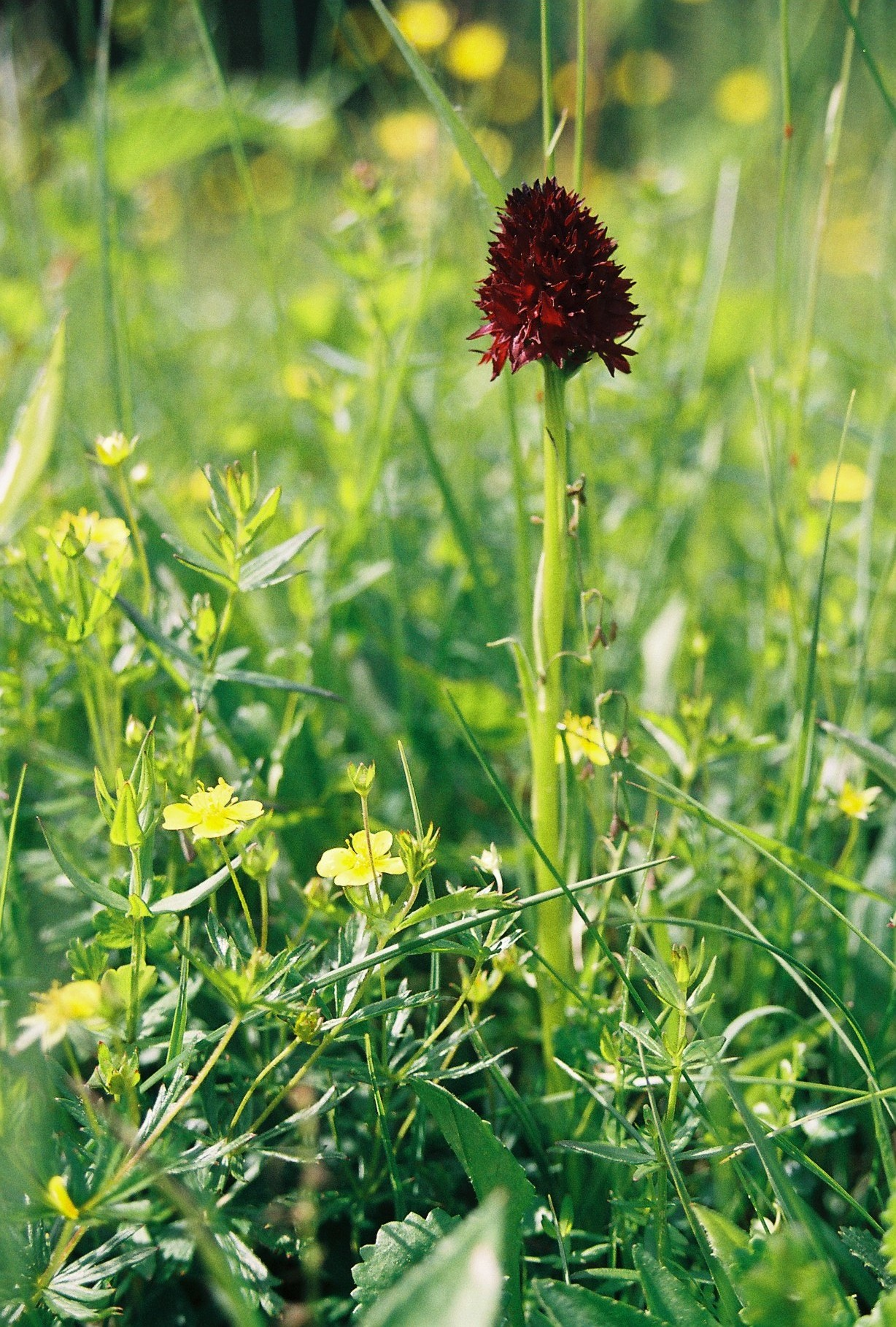
Gymnadenia nigra
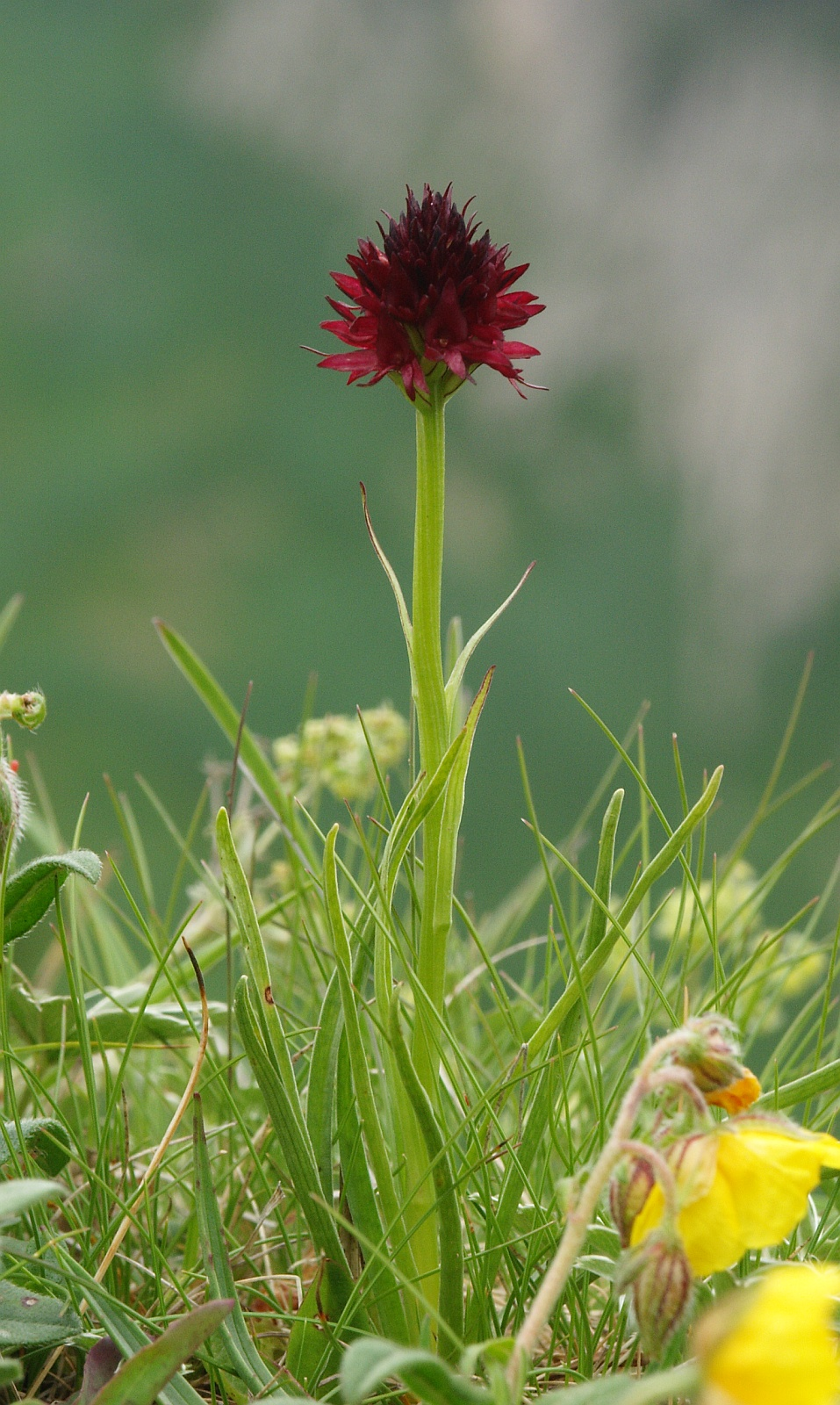
Gymnadenia rhellicani

Sectie: Gymnadeniae

G. borealis · 
G. conopsea (Grote muggenorchis) · 
G. densiflora (Dichte muggenorchis)· 
G. frivaldii · 
G. odoratissima (Welriekende muggenorchis) · 
G. pyrenaica · 
G. straminea

Sectie: Nigritellae

G. archiducis-joannis · 
G. austriaca · 
G. bicornis · 
G. buschmanniae · 
G. carpatica · 
G. cenisia · 
G. corneliana (Roze vanillieorchis) · 
G. crassinervis · 
G. dolomitensis · 
G. emeiensis · 
G. gabasiana · 
G. lithopoliticana · 
G. microgymnadenia · 
G. neottioides · 
G. nigra (Zwarte vanilleorchis) · 
G. orchidis · 
G. propinqua · 
G. rhellicani · 
G. rubra · 
G. runei · 
G. stiriaca · 
G. taquetii · 
G. widderi